# 鶴見太郎 (歴史社会学)
鶴見 太郎（つるみ たろう、1982年 - ）は、日本の歴史社会学者。専門はロシア・ユダヤ史、シオニズム、エスニシティ・ナショナリズム論。東京大学大学院総合文化研究科（地域文化研究専攻）准教授。

## 略歴
岐阜県飛騨市生まれ。2000年、埼玉県立大宮高等学校卒業。2004年東京外国語大学外国語学部（英語専攻）卒業、2006年東京大学大学院総合文化研究科（国際社会科学専攻）修士課程を修了。2010年、同大学院博士課程修了。指導教員は山本泰。同年、論文「ロシア・シオニズムの想像力1881-1917：帝国における非ユダヤ人の影と社会という位相」にて東京大学より博士（学術）の学位を取得。
2009年より日本学術振興会特別研究員（PD）。2012年より明治学院大学、東京大学非常勤講師、およびニューヨーク大学（ヘブライ・ユダヤ学科）客員研究員。2014年、埼玉大学研究機構准教授。2016年より現職。
2011年、博士論文にて第1回東京大学南原繁記念出版賞受賞。パレスチナ紛争の起源としてのシオニズムの世界観に関する歴史社会学的研究に対して、2014年に第11回日本学術振興会賞（人文・社会科学系）、2015年に第11回日本学士院学術奨励賞をそれぞれ受賞。

## 著書

### 単著
- 『ロシア・シオニズムの想像力：ユダヤ人・帝国・パレスチナ』東京大学出版会、2012年。ISBN　978-4-13-016032-2
- 『イスラエルの起源：ロシア・ユダヤ人が作った国』講談社〈選書メチエ〉、2020年。ISBN　978-4-06-521571-5
- 『ユダヤ人の歴史：古代の興亡から離散、ホロコースト、シオニズムまで』中央公論新社〈中公新書〉、2025年。ISBN　978-4-12-102839-6

### 共編
- （今野泰三・武田祥英）『オスロ合意から20年：パレスチナ / イスラエルの変容と課題』NIHUイスラーム地域研究東京大学拠点中東パレスチナ研究班、2015年。ISBN 978-4-904039-85-4

### 分担執筆
- 「ナショナリズムの「想像の公共圏」：ロシア・シオニズムにおける「国際規範」の創出と応用」

佐藤成基編著『ナショナリズムとトランスナショナリズム：変容する公共圏』法政大学出版局、2009年。ISBN 978-4-588-60252-8
- 「忘れられた世代と場所：「長い一九世紀」最後のロシア・シオニスト」

臼杵陽監修、赤尾光春・早尾貴紀編『シオニズムの解剖：現代ユダヤ世界におけるディアスポラとイスラエルの相克』人文書院、2011年。ISBN 978-4-409-23047-3
- 「ナショナリズムの国際化：ロシア帝国崩壊とシオニズムの転換」

赤尾光春・向井直己編『ユダヤ人と自治：中東欧・ロシアにおけるディアスポラ共同体の興亡』岩波書店、2017年。ISBN 978-4-00-025426-7
- 「想像のネットワーク：シベリア・極東ユダヤ人におけるアイデンティティのアウトソーシング」

若林幹夫・立岩真也・佐藤俊樹編『社会が現れるとき』東京大学出版会、2018年。ISBN 978-4-13-050192-7
- 「なぜ「ユダヤ人は金持ちだ」と言われるのか」

東京大学教養学部編『異なる声に耳を澄ませる』白水社、2020年。ISBN 978-4-560-09756-4
- 「人種・民族についての悪い理論」

東京大学東アジア藝文書院編『私たちは世界の「悪」にどう立ち向かうか』トランスビュー、2022年。ISBN 978-4-7987-0186-8
- 「ウクライナにおけるユダヤ人の歴史」

黛秋津編『講義 ウクライナの歴史』山川出版社、2023年。ISBN 978-4-634-15235-9
- 「シオニズムとイスラエルにおける世俗主義と宗教復興」

伊達聖伸・木村護郎クリストフ編著『世俗の新展開と「人間」の変貌』勁草書房〈西洋における宗教と世俗の変容3〉、2024年。ISBN 978-4-326-10337-9
- 「イスラエルと虐殺の記憶：過剰防衛の歴史社会的背景」

鈴木啓之・児玉恵美編著『パレスチナ / イスラエルの〈いま〉を知るための24章』明石書店〈エリア・スタディーズ別冊〉、2024年。ISBN 978-4-7503-5760-7

### 翻訳
- （エリック・ブライシュ）『ヘイトスピーチ：表現の自由はどこまで認められるか』明戸隆浩・河村賢・小宮友根ほか共訳、明石書店、2014年。ISBN　978-4-7503-3950-4
- （セルヒー・プロヒー）『ウクライナ全史：ゲート・オブーヨーロッパ』（上下巻）鶴見太郎監訳・桃井緑美子訳、明石書店、2024年。上巻：ISBN　978-4-7503-5791-1 / 下巻：ISBN　978-4-7503-5792-8